# Holochlora bilobata
Holochlora bilobata är en insektsart som först beskrevs av Heinrich Hugo Karny 1926.  Holochlora bilobata ingår i släktet Holochlora och familjen vårtbitare. Inga underarter finns listade i Catalogue of Life.